# Bugsy et les Bandits
Pour plus de détails, voir Fiche technique et Distribution.
Bugsy et les Bandits (Bugs and Thugs) est un court métrage d'animation américain de la série Looney Tunes réalisé par Friz Freleng et sorti en 1954, avec Bugs Bunny, Rocky et Mugsy.

## Synopsis
Dans un parc new-yorkais, Bugs lit son journal et entre dans une voiture après avoir pris des carottes à une banque. Mais la voiture appartient en réalité à Rocky et Mugsy, deux gangsters qui cambriolent la banque; Rocky décide d'emmener le lapin faire une promenade car il en sait trop ; ce dernier réussit néanmoins à téléphoner à la police pour donner le signalement de la voiture. Elle termine en pièces détachées lorsque Bugs la fait passer sur une voie ferrée alors qu'un train arrive. Après avoir servi de roue de secours, Bugs arrive au repaire des deux bandits et trompe Mugsy en lui tirant dessus. Le lapin imite un bruit de sirène et enferme Rocky puis Mugsy dans le four : il allume ce dernier et jette une allumette dedans pour prouver au policier (qui est en réalité Bugs) que les deux malfrats ne se sont pas cachés dedans. La scène semble se répéter cette fois avec des vrais policiers. Rocky et Mugsy se rendent, et Bugs devient un détective.

## Fiche technique
- Titre : Bugsy et les Bandits
- Titre original : Bugs and Thugs
- Réalisation : Friz Freleng
- Cadrage : Hawley Pratt
- Décors : Irv Wyner
- Animation : Virgil Ross, Manuel Perez, Ken Champin, Arthur Davis
- Montage : Treg Brown (non crédité)
- Musique : Milt Franklyn (non crédité)
- Production : Edward Selzer  (non crédité)
- Société de production : Warner Bros. Pictures
- Pays de production : États-Unis
- Langue : anglais
- Format : couleur (Technicolor) - 35 mm - 1,37:1 - son mono
- Durée : 7 minutes
- Date de sortie :
  - États-Unis : 13 mars 1954